# Zespół cholinergiczny
Zespół cholinergiczny (inaczej przełom cholinergiczny, toksydrom cholinergiczny) – zespół objawów chorobowych, będących efektem zatrucia związkami fosforoorganicznymi lub przedawkowaniem leków cholinergicznych, np. w miastenii rzekomoporaźnej. Aktywacja receptorów muskarynowych i nikotynowych przez nadmiar acetylocholiny daje charakterystyczne objawy nadmiernego pobudzenia układu przywspółczulnego, natomiast blok depolaryzacyjny w złączu nerwowo-mięśniowym wywołuje objawy porażenia mięśni.
Do wzrostu poziomu acetylocholiny w przebiegu zatrucia związkami fosfororganicznymi dochodzi na skutek zahamowania acetylocholinesterazy, w wyniku fosforylacji jej cząsteczki. Brak acetylocholinesterazy uniemożliwia rozkład acetylocholiny do kwasu octowego i choliny, która pozostaje w przestrzeni synaptycznej neuronów układu przywspółczulnego i powoduje jego nadmierne pobudzenie.

## Objawy
Objawy wynikają z pobudzenia receptorów dwojakiego rodzaju:
- muskarynowych (np. przez muskarynę zawartą w strzępiaku ceglastym[4])[2][5]:
  - zaczerwienienie skóry
  - zwężenie źrenic
  - zaburzenia widzenia
  - ślinienie
  - wzrost produkcji wydzieliny oskrzelowej (może sugerować obrzęk płuc)
  - skurcz oskrzeli
  - kaszel
  - duszność
  - łzawienie
  - potliwość
  - kolka jelitowa
  - biegunka
  - bradykardia
  - bezwiedne oddawanie moczu i stolca

- nikotynowych (pobudzają np. karbachol, metacholina)[2][5]:
  - drżenie
  - osłabienie mięśni aż do całkowitego porażenia (może objąć przeponę i mięśnie oddechowe)
  - tachykardia
  - nadciśnienie tętnicze

Przy zatruciu związkami fosforoorganicznymi dodatkowymi objawami są:
- woń czosnku z ust
- niebieskie wymiociny (po zatruciu drogą pokarmową)

## Rozpoznanie
W przypadku intoksykacji pestycydami lub gazami bojowymi zawierającymi związki fosforoorganiczne bądź karbaminianami, rozpoznanie stawia się na podstawie oznaczenia aktywności acetylocholinesterazy w erytrocytach lub osoczu. Ciężkość zatrucia nie koreluje ze stopniem zmniejszenia aktywności acetylocholinesterazy; objawy mogą ustąpić, lecz mimo to jej aktywność może pozostać obniżona przez wiele tygodni.

## Leczenie
- Atropina dożylnie 1–5 mg; należy powtarzać co kilka minut aż do zmniejszenia duszności (łączna dawka powinna sprawić, by odsysanie zawartości oskrzeli było konieczne rzadziej niż raz na godzinę). Częstotliwość rytmu serca powinna być wyższa niż 80/min; wzrost powyżej 120/min oznacza przedawkowanie atropiny[2].
- W przypadku zatrucia związkami fosforoorganicznymi, po wstępnej dawce atropiny stosuje się oksymy, np. obidoksym w dawce 250 mg co 4–6 godzin lub pralidoksym w dawce 30 mg/kg co 4–6 godzin[2].
- W razie nadmiernego pobudzenia lub drgawek należy podać dożylnie 10 mg diazepamu i powtarzać w razie potrzeby[2].
- Nie należy stosować sukcynylocholiny, aminofiliny, teofiliny, morfiny, glikokortykoidów, furosemidu[2].